# Xanthorhoe inspersata
Xanthorhoe inspersata är en fjärilsart som beskrevs av Bang-haas 1927. Xanthorhoe inspersata ingår i släktet Xanthorhoe och familjen mätare. Inga underarter finns listade i Catalogue of Life.